# Ahmed Abodehman
Ahmed Abodehman (arab. أحمد أبودهمان, ur. 1949 w Al-Khalaf), saudyjski pisarz i poeta.
Urodził się w małej górskiej wiosce na południu Arabii Saudyjskiej. W 1979 wyjechał do Francji na stypendium. Od 1982 mieszka w Paryżu.  Pracuje jako dziennikarz, jest korespondentem saudyjskiego dziennika Al-Riyadh. Uznanie przyniosła mu napisana w języku francuskim krótka powieść La Ceinture, tłumaczona na wiele języków, w tym polski. Książka ta jest zbeletryzowaną autobiografią, napisaną dla żony (Francuzki) i córki pisarza. Abodehman opisuje dorastanie w małej wiosce, rządzącej się własnymi - nie zawsze mającymi swe źródło w islamie - prawami i obyczajami.

## Twórczość
- Hizam znaczy pas (La Ceinture 2000).